# Жил дьо Ре
Жил дьо Монморанси-Лавал, граф дьо Бриен, барон дьо Ре (на френски: Gilles de Montmorency-Laval, baron de Rais, comte de Brienne), познат накратко като Жил дьо Ре, но останал известен и като Синята брада, но това предположение е спорно,, е рицар и лорд от Херцогство Бретан, Анжу и Поату  маршал на Франция и съмишленик на Жана д'Арк.
Огромното му богатство, роднинството му с кралското семейство на Франция и херцозите на Бретан, както и многобройните му връзки с влиятелни благороднически родове, го превръщат в една от най-видните фигури за времето си. Въпреки това в историята остава известен преди всичко с нечуваната си жестокост и серийни убийства. Практикувал е сатанински ритуали, алхимия и др. Съден за магьосничество, содомия и за убийството на 140 малки деца. Смъртната му присъда е изпълнена на 26 октомври 1440 г. в Нант.

## Военна кариера
Жил дьо Ре е роден през септември или октомври 1404 г. Прави блестяща военна кариера първоначално под командването на Жан V Бретански в размириците обхванали Бретан през 1420 г. Участва активно в Стогодишната война като между 1427 и 1431 се бие срещу английските нашественици на Хенри V. Минавайки на служба при френския крал Шарл VII, печели запомняща се победа при замъка Люд, който превзема през 1427 г., убивайки неговия комендант. Отнема от англичаните също така крепостта Ренфор и замъка Маликорн-сюр-Сарт. Бие се рамо до рамо с Жана д'Арк в качеството си на един от нейните капитани и се отличава при превземането на Жарго на 12 юни 1429. След коронацията на Шарл VII в Реймс същата година Жил дьо Ре е провъзгласен за маршал на Франция като награда за военните му заслуги. Същевременно е назначен за съветник и шамбелан на краля.
Неуспехът му обаче при обсадата на Париж заедно с Жана д'Арк, дължащ се на предателството на граф дьо Ла Тремуй, го прави нежелан във френския двор, той губи привилегиите си и е принуден да се оттегли в земите си и по-специално в замъка Тифаж (днес в регион Пеи дьо ла Лоар в Северозападна Франция), където именно се предполага, че е извършил престъпленията, за които по-късно е обвинен.
Въпреки това през 1430 г. отново се връща на бойното поле и се отличава за пореден път – този път при превземането на Мелюн, а през 1436 г. участва в командването на френски войски редом с маршал Пиер дьо Рийо.

## Алхимия и магия
Наследил едва на 20-годишна възраст значително състояние, Жил дьо Ре получава от жена си като зестра още обширни земи в някогашната френска провинция Поату, което го превръща в един от най-богатите аристократи във Франция. Разточителният му начин на живот обаче скоро му коства сериозни финансови затруднения, което го подтиква да се обърне към алхимията и магията. Много образован за времето си, той се отдава със замах на новите си занимания, подпомогнат от 2 помощници – англичанин, наречен месир Джон, и флорентински монах на име Прелати. Постепенно заниманията му придобиват чудовищен характер, като започва да убива деца от околностите на замъка си, с чиято кръв, сърца или други органи извършва сатанинските си ритуали. Смята се, че някои негови роднини и приятели са били замесени в тези престъпления, като са му доставяли жертвите или са заплашвали родителите на децата, за да не вдигат шум.
В крайна сметка на 15 септември 1440 г. той е арестуван, а на 8 октомври същата година е обвинен в изнасилване, измъчване и убийството на 140 деца в продължение на 8 години. Присъдата е произнесена на 25 октомври 1440 г. и изпълнена на следващия ден Жил дьо Ре и 2 негови прислужници съучастници са обесени и изгорени. Съгласно предсмъртното желание на барона, тялото му е погребано в манастира на кармелитките в Нант. По време на Френската революция манастирът и надгробният му паметник са унищожени.
В подземията на замъка му впоследствие са открити 49 човешки черепа. Днес е трудно да се установи истината и точния брой на жертвите. Съмнения за престъпленията на Жил дьо Ре открай време са съществували и през ноември 1992 г. френски съд прави ревизия на неговия съдебен процес и го обявява за невинен.

## Брак и потомство
След като на два пъти бива неуспешно сгоден (браковете се проваляли всеки път заради преждевременната смърт на годениците му), накрая се жени на 26 юни 1422 г. за Катрин Туар, която му ражда дъщеря Мари дьо Лавал (1429 – 1457). Мари дьо Лавал не оставя потомство.